# 瓦尔克伊·费伦茨
瓦尔克伊·费伦茨（匈牙利語：Várkői Ferenc，1916年1月27日—1987年11月12日），生于琼格拉德，匈牙利男子竞技体操运动员。他曾获得1948年夏季奥运会体操比赛男子团体全能铜牌。他在该届奥运会也参加了数个个人小项，最好名次是男子跳马的第10名。